# Mesocnemis saralisa
Mesocnemis saralisa is een libel uit de familie Platycnemididae(breedscheenjuffers). De lengte van de voorvleugel bedraagt zo'n 26 tot 27 millimeter, de lichaamslengte zo'n 39 tot 42 millimeter. De soort is bekend uit Congo-Kinshasa, rond de Kongostroom. 
De soort is beschreven in een special van Zoologische Mededelingen, uitgegeven door Naturalis, die op 1 januari 2008 verscheen ter ere van het 250-jarig bestaan van de zoölogische nomenclatuur. Op 1 januari 1758 verscheen namelijk de tiende editie van Systema naturae van Carl Linnaeus. De soortaanduiding saralisa verwijst naar de vrouw van Linnaeus, Sarah Elisabeth Moraea.